# Avverahalli, Shrirangapattana
Avverahalli là một làng thuộc tehsil Shrirangapattana, huyện Mandya, bang Karnataka, Ấn Độ.